# Long View (Carolina del Nord)
Long View è un comune degli Stati Uniti d'America, situato in Carolina del Nord, diviso tra la contea di Catawba e la contea di Burke.